# Хуан Хосе Альварадо
Хуан Хосе Альварадо (ісп. Juan José Alvarado; 1798–1857) — верховний директор (тимчасовий президент) Гондурасу від 15 до 27 квітня 1839 року.

## Життєпис
Альварадо народився в містечку Сьюдад-де-ла-Есперанса, проте пізніше проживав у Грасіас-а-Діос, де працював інспектором. Там він став суддею першої інстанції.
Був членом Конституційної асамблеї, а також був обраний на пост голови парламенту. 26 жовтня 1838 року провінційний уряд Хосе Марії Мартінеса Салінаса проголосив Гондурас незалежною державою. Франсіско Феррера очолював федеральну адміністрацію Хосе Франсіско Морасана Кесади й чинив опір відокремленню Гондурасу. 5 квітня 1839 його війська зазнали поразки в битві при Еспіріту-Санту в Сальвадорі. 25 вересня того ж року Феррера втік до Нікарагуа.
Хоч Альварадо й заявив, що він пішов з посту президента за станом здоров'я, проте він зробив це під політичним та військовим тиском з боку Морасана.